# 25I-NBOH
25I-NBOH (NBOH-2CI, Cimbi-27, 2-C-I-NBOH) — производное фенэтиламина 2C-I, был открыт в 2006 году командой Университета Пердью.

## Фармакология
25I-NBOH действует как потентный агонист 5HT2A рецептора (с Кi=0.061), аналогично более известному соединению 25I-NBOMe, что делает его примерно в 12 раз действеннее 2C-I.
Хотя тесты in vitro показали, что это соединение действует как агонист, данные исследований на животных не подтверждают этого. Хотя N-бензильные производные 2C-I значительно увеличивали связывание с фрагментами 5HT2A рецептора по сравнению с самим 2C-I, N-бензильные производные DOI были менее активными чем сам DOI.
25I-NBOH известен как один из наиболее селективных лиганд-агонистов для 5HT2A рецептора с величиной EC50 = 0,074 нМ с более чем 400-кратной селективностью к рецептору 5HT2C.

## Аналитическая химия
25I-NBOH является неустойчивой молекулой, которая разрушается до 2C-I при газовой хроматографии (GC). Сообщалось о конкретном методе надёжной идентификации 25I-NBOH с использованием Газовой хроматографии/Масс-спектрометрии, позволяя сотрудникам правоохранительных органов во всем мире корректно распознавать это соединение.

## Правовой статус

### Швеция
Риксдаг добавил 25I-NBOH к Закону о наркотических веществах («вещества, растительные материалы и грибы, которые не имеют медицинского применения») 18 августа 2015 года.

### Великобритания
Это вещество является препаратом класса A в Великобритании в результате включения N-бензилфенетиламина в Закон о злоупотреблении наркотиками 1971 года.

## Аналоги и производные
Аналоги и производные 2C-I:
25I-NB*:
- 25I-NBF
- 25I-NBMD
- 25I-NB34MD
- 25I-NBOH
- 25I-NBOMe (NBOMe-2CI)
- 25I-NB3OMe
- 25I-NB4OMe